# キム・チェチャン
キム・チェチャン（Kim Jae-Chang、1956年12月6日 - ）は、韓国のオペラ歌手、NGO代表。

## 経歴
韓国に生まれ、イタリアのチマローザ国立音楽院修士課程修了。
オペラ歌手としてヨーロッパと韓国で活動した後、アフリカのスラム街の子どもたちで構成されるケニア・コロゴチョ・ジナリ子ども合唱団を設立し、メディアや一般社会から大きな支持を得た。
2010年にはNGO "Worldsharp"を立ち上げ、インドのプネ市で最も恵まれない子どもたちを集め、新しい子ども合唱団"Banana Children Choir"を開始。これが2016年にドキュメンタリー映画「アングリーバードとバナナ合唱団」として制作され、アムステルダム国際ドキュメンタリー映画祭（IDFA)に招待され、2018年ロサンゼルスアジア太平洋映画祭最優秀編集賞、2018年ソル・ルナ・ドキュメンタリー映画祭観客賞、2017年カトマンズ国際山岳映画祭国際コンペティション銅賞（第3位）を受賞した。

## 受賞
- 1992年：ナポリZONTA国際コンクール優勝
- 1992年：BELLINI国際コンクール優勝